# Pápua Új-Guinea az 1992. évi nyári olimpiai játékokon
Pápua Új-Guinea a spanyolországi Barcelonában megrendezett 1992. évi nyári olimpiai játékok egyik részt vevő nemzete volt. Az országot az olimpián 4 sportágban 13 sportoló képviselte, akik érmet nem szereztek.

## Atlétika
Férfi
| Versenyző                                                | Versenyszám     | Előfutam | Előfutam | Előfutam | Negyeddöntő | Negyeddöntő | Negyeddöntő | Elődöntő | Elődöntő | Elődöntő | Döntő   | Döntő    |
| Versenyző                                                | Versenyszám     | Idő      | Hely.    | Össz.    | Idő         | Hely.       | Össz.       | Idő      | Hely.    | Össz.    | Idő     | Helyezés |
| -------------------------------------------------------- | --------------- | -------- | -------- | -------- | ----------- | ----------- | ----------- | -------- | -------- | -------- | ------- | -------- |
| Bernard Manana                                           | 100 m           | 11,35    | 7.       | 72.      | kiesett     | kiesett     | kiesett     | kiesett  | kiesett  | kiesett  | kiesett | kiesett  |
| Kaminiel Selot                                           | 200 m           | 22,36    | 7.       | 69.      | kiesett     | kiesett     | kiesett     | kiesett  | kiesett  | kiesett  | kiesett | kiesett  |
| Subul Babo                                               | 400 m           | 47,17    | 5.       | 44.      | kiesett     | kiesett     | kiesett     | kiesett  | kiesett  | kiesett  | kiesett | kiesett  |
| Baobo Neuendorf                                          | 400 m gát       | 53,30    | 6.       | 39.      |             |             |             | kiesett  | kiesett  | kiesett  | kiesett | kiesett  |
| Baobo Neuendorf Kaminiel Selot Bernard Manana Subul Babo | 4 × 400 m váltó | 3:13,35  | 6.       | 20.      |             |             |             |          |          |          | kiesett | kiesett  |

| Versenyző      | Versenyszám | 100 m | 100 m | Távolugrás | Távolugrás | Súlylökés | Súlylökés | Magasugrás | Magasugrás | 400 m | 400 m | 110 m gát | 110 m gát | Diszkoszvetés | Diszkoszvetés | Rúdugrás | Rúdugrás | Gerelyhajítás | Gerelyhajítás | 1500 m  | 1500 m | Végeredmény | Végeredmény |
| Versenyző      | Versenyszám | Idő   | Pont  | Eredmény   | Pont       | Eredmény  | Pont      | Eredmény   | Pont       | Idő   | Pont  | Idő       | Pont      | Eredmény      | Pont          | Eredmény | Pont     | Eredmény      | Pont          | Idő     | Pont   | Pont        | Helyezés    |
| -------------- | ----------- | ----- | ----- | ---------- | ---------- | --------- | --------- | ---------- | ---------- | ----- | ----- | --------- | --------- | ------------- | ------------- | -------- | -------- | ------------- | ------------- | ------- | ------ | ----------- | ----------- |
| Eric Momberger | Tízpróba    | 11,55 | 742   | 633 cm     | 659        | 13,57 m   | 702       | 188 cm     | 696        | 51,78 | 734   | 16,68     | 658       | 39,52 m       | 655           | 420 cm   | 673      | 52,24 m       | 622           | 4:46,64 | 639    | 6780        | 25.         |

Női
| Versenyző       | Versenyszám | Előfutam | Előfutam | Előfutam | Elődöntő | Elődöntő | Elődöntő | Döntő   | Döntő    |
| Versenyző       | Versenyszám | Idő      | Hely.    | Össz.    | Idő      | Hely.    | Össz.    | Idő     | Helyezés |
| --------------- | ----------- | -------- | -------- | -------- | -------- | -------- | -------- | ------- | -------- |
| Rosemary Turare | 1500 m      | 5:10,52  | 15.      | 39.      | kiesett  | kiesett  | kiesett  | kiesett | kiesett  |
| Rosemary Turare | 3000 m      | 11:15,18 | 11.      | 33.      |          |          |          | kiesett | kiesett  |
| Rosemary Turare | 10 000 m    | 42:02,79 | 20.      | 42.      |          |          |          | kiesett | kiesett  |

## Ökölvívás
| Versenyző    | Versenyszám  | Selejtező                     | Nyolcaddöntő                | Negyeddöntő       | Elődöntő          | Döntő             | Helyezés |
| Versenyző    | Versenyszám  | Ellenfél Eredmény             | Ellenfél Eredmény           | Ellenfél Eredmény | Ellenfél Eredmény | Ellenfél Eredmény | Helyezés |
| ------------ | ------------ | ----------------------------- | --------------------------- | ----------------- | ----------------- | ----------------- | -------- |
| Ronnie Noan  | Légsúly      | Julijan Sztrogov (BUL) · RSC  | kiesett                     | kiesett           | kiesett           | kiesett           | 17.      |
| John Sem     | Harmatsúly   | Szerafim Todorov (BUL) · 0-11 | kiesett                     | kiesett           | kiesett           | kiesett           | 17.      |
| Steven Kevi  | Pehelysúly   | Rogério Dezorzi (BRA) · 6-20  | kiesett                     | kiesett           | kiesett           | kiesett           | 17.      |
| Henry Kungsi | Könnyűsúly   | Hussain Arshad (PAK) · 13-9   | Toncso Toncsev (BUL) · 2-11 | kiesett           | kiesett           | kiesett           | 9.       |
| Hubert Meta  | Kisváltósúly | erőnyerő                      | Oleg Nikolayev (EUN) · 2-17 | kiesett           | kiesett           | kiesett           | 9.       |

RSC - a játékvezető megállította a mérkőzést

## Súlyemelés
| Versenyző  | Versenyszám | Szakítás | Szakítás | Lökés    | Lökés    | Összesen | Helyezés |
| Versenyző  | Versenyszám | Eredmény | Helyezés | Eredmény | Helyezés | Összesen | Helyezés |
| ---------- | ----------- | -------- | -------- | -------- | -------- | -------- | -------- |
| Paul Enuki | 90 kg       | 122,5    | 22.      | 170,0    | 19.      | 292,5    | 19.      |

## Vitorlázás
Férfi
| Versenyző   | Versenyszám     | Futam  | Futam | Futam | Futam | Futam | Futam | Futam | Futam | Futam | Futam | Pontszám | Helyezés |
| Versenyző   | Versenyszám     | 1      | 2     | 3     | 4     | 5     | 6     | 7     | 8     | 9     | 10    | Pontszám | Helyezés |
| ----------- | --------------- | ------ | ----- | ----- | ----- | ----- | ----- | ----- | ----- | ----- | ----- | -------- | -------- |
| Graham Numa | Szörfvitorlázás | (51,0) | 48,0  | 47,0  | 51,0  | 51,0  | 47,0  | 51,0  | 47,0  | 45,0  | 51,0  | 438,0    | 43.      |